# 王魯
王魯（1427年—？），字希曾，應天府溧水縣人，民籍，明朝政治人物。同進士出身。

## 生平
景泰元年（1450年）庚午科應天府鄉試第五十七名。景泰五年（1454年）甲戌科會試第二百四十三名，殿試登進士第三甲第六十四名。

## 家族
曾祖王德明，曾任主簿。祖父王伯忠。父王文奎。